# تپه چم جنگل
تپه چم جنگل مربوط به دوره اشکانیان - دوره ساسانیان است و در شهرستان چرداول، بخش شیروان، ۷۰۰ متری شمال غربی روستای چم جنگل واقع شده و این اثر در تاریخ ۷ اسفند ۱۳۸۶ با شمارهٔ ثبت ۲۱۲۷۴ به‌عنوان یکی از آثار ملی ایران به ثبت رسیده است.